# Rose-Marie (pel·lícula de 1928)
 Rose-Marie és una pel·lícula muda americana en blanc i negre de Lucien Hubbard estrenada el 1928. Els protagonistes són Joan Crawford i James Murray.
És la primera de tres adaptacions per la MGM de l'opereta del 1924 del musical de Broadway Rose-Marie.

L'adaptació al cinema més coneguda, protagonitzada per Nelson Eddy i Jeanette MacDonald va ser estrenada el 1936; una altra pel·lícula es va estrenar el 1954. Les tres versions tenen lloc al desert canadenc. Parts de la música original de Rudolf Friml i Herbert Stothart són utilitzats pel musical de Broadway a les pel·lícules de 1936 i 1954, però no a la versió muda.
Aquesta versió va ser rodada al Yosemite National Park

## Argument
La pel·lícula Rose-Marie es basa en l'opereta homònima interpretada a Broadway el 1924 sobre música de Rudolf Friml i de Herbert Stothart i el llibret d'Otto Harbach i d'Oscar Hammerstein II.

## Lloc de rodatge
Rose-Marie va ser rodada al Parc Nacional de Yosemite.

## Repartiment
- Joan Crawford: Rose-Marie
- James Murray: Jim Kenyon
- House Peters: Sergent Malone
- Creighton Hale: Étienne Doray
- Gibson Gowland: Black Bastien
- George Cooper: Fuzzy
- Lionel Belmore: Henri Duray
- William Orlamond: Emile La Flamme
- Polly Moran: Lady Jane
- Harry Gribbon: Gendarme Gray
- Gertrude Astor: Wanda
- Ralph Yearsley: Jean
- Sven Hugo Borg: Hudson